# Hotel Le Bristol (Paris)

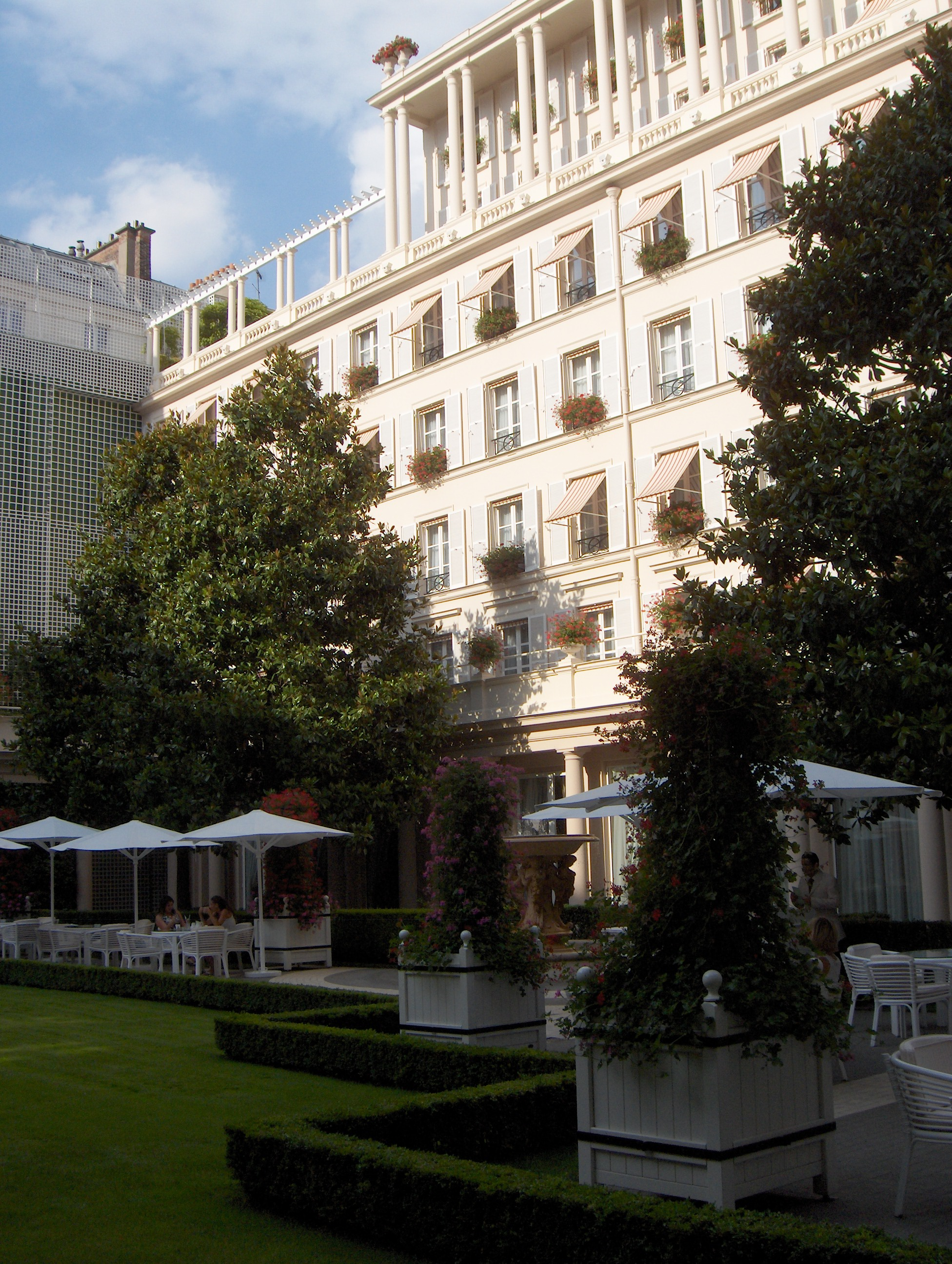
Hotel Le Bristol Paris

Das Le Bristol Paris ist ein Luxushotel der Palace-Kategorie (äquivalent dem dt. Fünf-Sterne-Superior) in der 112 rue du Faubourg Saint Honoré, Paris, Frankreich.

## Geschichte
An der Hausnummer 112 stand zuerst ein von Comte Jules de Castellane (1782–1861) im Jahre 1829 erbautes Hôtel particulier mit einem 1835 errichteten Theater für 400 Personen. Dieses Anwesen erwarb Hotelier Hippolyte Jammet (1893–1964) im Jahre 1924, ließ das Gebäude niederlegen und eröffnete im April 1925 das nach dem reisefreudigen Bischof Frederick Hervey, 4. Earl of Bristol benannte erste Pariser Luxushotel. Die Architekten Gustave Umbdenstock und Urbain Cassan schufen ein Hotel im Baustil des Art déco. Das Hotel wurde 1978 von Rudolf-August Oetker für die Oetker Hotel Management als Betreiberin erworben, die es 2002, 2005, 2010 und 2016 umfassend renovieren ließ.
Die Nähe zum Élysée-Palast (Hausnummer 55) brachte dem Hotel viele Politiker und Persönlichkeiten als Gäste, so unter anderem Ulysses S. Grant, Konrad Adenauer (der hier den im Januar 1963 geschlossenen Élysée-Vertrag finalisierte), Hussein von Jordanien, David Ben-Gurion oder Josephine Baker, Charlie Chaplin und Rita Hayworth.
Das Hotel und seine 190 Zimmer (davon 72 Suiten) sind luxuriös ausgestattet (wertvolle Gemälde, Gobelins, Mobiliar). Die Zimmerpreise bewegen sich zwischen 1.900 Euro (in der Nebensaison) bzw. 2.600 Euro (Hauptsaison) für ein Superior-Doppelzimmer mit etwa 35 m² Größe bis hin zur legendären Suite Impériale mit 320 m² für 24.000 Euro pro Nacht. Diese ist somit die größte One-Bedroom-Suite in Paris. Es gibt drei Restaurants, deren Flaggschiff das „Epicure“ ist, eines der elf Pariser Drei-Sterne-Restaurants. Dessen Weinkeller beinhaltet mehr als 30.000 Flaschen. Auf der Hotel-Rückseite gibt es den mit rund 13.000 m² größten Innenhofgarten von Paris und auf dem Dach einen ikonischen Swimmingpool.
Das Le Bristol konkurriert hauptsächlich mit dem Four Seasons Hotel George V, dem Hôtel Le Meurice sowie dem Plaza Athenée um den ersten Rang der Pariser Luxushotels.
Woody Allen drehte 2011 dort zum Teil seinen Film Midnight in Paris

## Film
- Hotel-Legenden – Le Bristol in Paris. ARD-Dokumentationsreihe, Sendung vom 24. August 2020, 45 Min.